# Perry Mason: Lo spirito del male
Perry Mason: Lo spirito del male (Perry Mason: The Case of the Sinister Spirit) è un film per la televisione del 1987, diretto dal regista Richard Lang.

## Trama
Jordan White è un editore, amico di Perry Mason. Un giorno riceve un invito da parte di David Hall (uno scrittore famoso per i suoi libri horror) a recarsi in un albergo. L'albergo risulta essere totalmente prenotato da David Hall per sé, il suo assistente Andrew Lloyd, e i suoi ospiti: oltre a White, Maura McGuire, Donald Sayer e Micheal Light persone alle quali si è ispirato per i personaggi del suo ultimo libro. Essendo un amante del macabro, lo scrittore organizza degli "scherzi" di pessimo gusto, come servire del vino che frantuma un bicchiere (forse acido), far scoppiare un incendio in una camera partendo dal caminetto, incarcerare nel letto o cospargere di sangue un asciugamano e addirittura preparare una bara con dentro un manichino di un bambino (che rappresenta il figlioletto di White morto annegato l'anno prima). Tutto questo esaspera gli ospiti tanto che tutti si ripromettono di andarsene il mattino dopo. Durante la notte Jordan White viene chiamato da Hall a recarsi alla torre dell'albergo. Sotto la torre Susan, la direttrice, assiste alle ombre di una lotta e vede cadere David Hall che muore sul colpo, mentre alla balconata della torre si affaccia Jordan White. L'editore viene così accusato di omicidio e Perry Mason accorre al suo fianco. Arrivati anche Della Street e Paul Drake Jr. inizieranno le indagini. Le cose vengono complicate dal fatto che si racconta che nell'albergo aleggia il fantasma del nonno di Susan, morto suicida e qualcuno tenta di far impazzire la ragazza facendola inseguire dal "fantasma". Perry Mason comunque riuscirà a mettere insieme tutti i "pezzi" e a per smascherare il colpevole in tribunale con una sorprendente verità. L'assassino è il segretario del defunto, Andrew Lloyd, ma questi è il vero David Hall. Poiché quasi nessuno conosceva il suo volto, Hall ha scambiato i ruoli con Andrew Lloyd, che si è spacciato per lo scrittore; ed è Andrew Lloyd ad essere precipitato dalla torre; Hall ha inscenato la sua morte per diventare famoso per sempre.